# Синдикований кредит
Синдико́ваний креди́т (participation loan) — кредит, наданий декількома кредиторами одному позичальникові.
Головною його особливістю є наявність декількох кредиторів, тож сума кредиту і ризики розподіляються між банками-учасниками. Синдикуватися можуть торгові кредити, проектне фінансування, ординарні кредити (на загальні корпоративні потреби), лізингові операції, кредитні лінії, акредитиви тощо. Цей банківський інструмент застосовується, якщо позичальник потребує великих сум кредитів, а для одного банку небажана така концентрація ризиків кредитного портфеля.
При організації синдикованого кредитування позичальник вибудовує відносини з одним банком — організатором кредиту. Банк-організатор гарантує конфіденційність інформації про операції. Завдання організатора полягають у підготовці інформаційного меморандуму про позичальника, пропозиції іншим банкам щодо участі в синдикації і переговорах з ними, підготовці й узгодженні договору. Банк-організатор повинен бути одним з найбільших кредиторів — це означає, що він впевнений у надійності позичальника і є додатковою гарантією для решти учасників синдикату. Після укладення кредитної угоди банк-організатор, виступаючи в ролі агента операції, акумулює кошти банків — членів синдикату і передає їх позичальникові. Аналогічним чином він розподіляє процентні виплати й основну суму для повернення.
Термін організації синдикованого кредиту, як правило, менший за термін організації облігаційної позики. Банки-учасники економлять на трансакційних витратах, пов'язаних з видаванням кредиту, довіряючи перевірку позичальника і роботу над договором переважно організаторові.
Основне цільове використання синдикованого кредиту — це рефінансування вже наявної заборгованості, проектне фінансування, кредитування операцій з придбання активів, викуп активів із застосуванням фінансового важеля.

## Види синдикованого кредитування
Класифікувати синдикований кредит можна за різними принципами. Розглянемо загальні ознаки, за якими їх розрізняють.
Залежно від банків, які беруть участь у видаванні кредиту, синдикований кредит може бути відкритим, коли залучаються кошти всіх бажаючих банків, або клубним, якщо до складу кредиторів входить обмежене коло банків. Пошуком банків — учасників синдикованого кредитування займається банк-організатор.
Синдиковані кредити можна також розділити на забезпечені та незабезпечені. У першому випадку позичальник надає ліквідну заставу або гарантію уряду. Це може бути також гарантія великих компаній, які мають високий рейтинг, або тих, які надають заставу. Наприклад, якщо в ролі гаранта виступають великі нафтові компанії, то повернення кредитів визначатиметься платоспроможністю основних покупців нафти (західноєвропейські країни, США).
У разі незабезпечених кредитів ризик кредитора безпосередньо пов'язаний з бізнесом позичальника. Вони видаються тільки високорейтинговим компаніям, які відповідають суворим вимогам надійності. Окремий кредитор може виділити порівняно невелику суму — його ризик начебто невеликий. Проте він вищий, ніж при видаванні тієї ж суми у вигляді звичайного кредиту.
За умовами будь-якої синдикації позичальник повертає кошти кожному кредиторові рівними частками. Якщо позичальник повернув лише 50 % усієї суми, кожен з кредиторів отримає 50 % своєї частки. Таким чином, індивідуальний ризик кредитора безпосередньо пов'язаний із загальним ризиком.
Видаючи позичальникові свою невелику частину, кредитор повинен бути впевнений, що той зможе повернути всю суму.

## Типи операцій
При організації синдикованого кредитування найбільшого поширення набули термінові позики, револьверні кредити, а також трансферабельні і мультивалютні кредити. Синдикований кредитний ринок використовує різноманітні інструменти, щоб задовольнити потреби позичальника і скористатися перевагами змін на ринках.
У разі термінового кредиту позичальник, як правило, має право одноразово отримати певну суму або транш протягом узгодженого всіма сторонами періоду. Сума, відшкодована раніше, ніж це зазначено в кредитній угоді, не може бути повторно надана.
Револьверний кредит пропонує позичальникові змінювати усю або частину позики на власний розсуд. Щоразу, коли потрібна позика, вона надається на заздалегідь визначених умовах. Ця особливість револьверного кредиту зазвичай зберігається протягом усього терміну дії договору.
Трансферабельні кредити — це кредити, які можуть бути послідовно продані іншим банкам. У міжнародній практиці цей вид кредитів набув поширення, оскільки не тільки дозволяє кредитним організаціям ефективно рефінансувати свої активні операції, але й відкриває для багатьох банків доступ до високоякісних активів, мінімізуючи при цьому операційні витрати.
Мультивалютні кредити — будь-які з перелічених вище форм кредитів, які містять мультивалютну складову (наприклад, не збігаються валюти, в якій номінований кредит, в якій він наданий і в якій він погашатиметься).

## Процедурні аспекти
На початку співпраці організатора і позичальника між ними, згідно зі світовою практикою, підписується попередній договір — Term Sheet. Цей документ містить найважливіші для обох сторін умови, на підставі яких згодом буде укладений кредитний договір.
В Україні такий інструмент, як попередній договір, на жаль, практично не використовується. Підприємства віддають перевагу протоколу про наміри, який не накладає на сторони фактично жодних зобов'язань, а отже, і не має реальної сили.
Після підписання Term Sheet банк-організатор починає процес синдикування — створення групи кредиторів. Після визначення основних учасників синдикату починається активна робота над юридичним оформленням кредиту.
У процесі організації операції виникають два комплекси правовідносин: один — між кредиторами, другий — між синдикатом і позичальником. Вони закріплюються у двох договорах. Основним є кредитний договір: учасники синдикату укладають договір про участь, яка визначає їх відносини.
З погляду будь-якого кредитора синдикація залишається звичайною кредитною операцією. Особливістю синдикованого кредитування для банку-організатора є необхідність залучення банків-учасників і узгодження з ними другорядних умов договору.
Особливістю для банку-учасника буде, по-перше, те, що він фактично приєднається до договору між позичальником і організатором (як ішлося вище, другорядні умови договору можуть обговорюватися, проте найважливіші положення, закріплені в попередньому договорі, — Term Sheet — залишаються незмінними). По-друге, спілкування з позичальником відбуватиметься не безпосередньо, а через агента операції.

## Вигода синдикованого кредиту
Зручність синдикованого кредиту для позичальника очевидна — він отримує великий кредит і при цьому спілкується фактично лише з одним банком — організатором операції. З позичальником укладається один договір, і аналіз фінансово-майнового стану позичальника проводиться тільки організатором. Це істотно спрощує для позичальника залучення значних ресурсів.
Чи є вигода в синдикуванні для банків? Безумовно. Невідповідність потреб великих позичальників і кредитних можливостей банків, які їх обслуговують, повинна підштовхувати банки до створення синдикатів. Більшість банків стикаються з труднощами при кредитуванні своїх великих клієнтів. Навіть якщо у банку достатньо вільних коштів, він скутий нормативами Національного банку. Синдиковане кредитування дозволяє вирішити цю проблему.
Як організатор, банк отримує чималі комісійні за організацію синдикату. З іншого боку, приєднуючись як учасники до синдикації, банки економлять на трансакційних витратах, пов'язаних з видаванням кредиту, довіряючи перевірку позичальника і роботу над договором переважно організаторові.
Найбільші суми, як правило, залучають гіганти бізнесу, часто з найвищим кредитним рейтингом. Беручи участь у синдикації, порівняно невеликі банки отримують доступ до першо-класних позичальників, підвищуючи якість свого кредитного портфеля.